# Mike contre-attaque !
 (mars 2018).
Si vous disposez d'ouvrages ou d'articles de référence ou si vous connaissez des sites web de qualité traitant du thème abordé ici, merci de compléter l'article en donnant les références utiles à sa vérifiabilité et en les liant à la section « Notes et références ».
Mike contre-attaque ! (titre original : Stupid White Men and other Sorry Excuses for the State of the Nation) est un essai du documentariste américain Michael Moore publié en 2001.
Le livre est une charge contre l'administration de Bush fils que Moore accuse de coup d'État, d'enrichissement personnel et d'incompétence.
C'est également une critique du système américain tout entier et il dénonce entre autres l'inégalité des classes sociales, les méfaits de l'Amérique sur la planète, la politique extérieure, les magouilles financières, etc.
Michael Moore a prolongé Mike contre-attaque ! au cinéma sous le titre Fahrenheit 9/11.
Ce livre fut parodié aux États-Unis par Michael Moore is a big fat stupid white man ("Michael Moore est un gros homme blanc stupide"), ouvrage qui n'a jamais été publié en France.